# ژاک ماهفر
ژاک ماهفر (متولد ۲۵ اسفند ۱۳۰۹ در اصفهان) بازرگان ایرانی است که  به تجارت دارو پرداخت و قصد برپایی کارخانه‌های داروسازی در ایران را داشت که با بروز انقلاب در ایران منتفی شد. او به پاس خدمات نیکوکارانه خود در امور پزشکی و درمان، فرهنگ و اجتماع به دریافت نشان ملی فرانسه (لژیون دونور) و نشان لیاقت ریاست جمهوری اسرائیل و لوحه‌های افتخار و سپاس از جانب نهادهای زیاد نائل گردید.

## خانواده و تحصیلات
ژاک ماهفر بازرگان موفق ایرانی و از نیکوکاران جامعه یهودیان آن کشور، در ۲۵ اسفند ۱۳۰۹ (۱۶ مارس ۱۹۳۱) در محله یهودیان اصفهان به نام جوباره به دنیا آمد. او را «ذکریا» نام گذاشتند که بعدها به «ژاک» تغییر نام داد. مادرش منزال و پدرش حاج هیلل ماه گرفته، همراه با پنج فرزند خود همگی در یک اتاق کاه گلی با یک پستو و زیرزمین نمناک و تاریک زندگی می‌کردند. جوباره، فقیرترین محله زندگی یهودیان پس از دردشت و گلبهار بود و کوچه‌هایی تنگ و خانه‌های خشتی و کاهگلی داشت. ساکنان آن همیشه در ترس و وحشت بسر می‌بردند، زیرا هر از چندگاهی اوباش شهر به بهانه‌های مختلف به آنجا حمله می‌کردند و به غارت اموال یهودیان می‌پرداختند یا آن‌ها را مورد تحقیر و توهین قرار می‌دادند. کودکان دبستانی این محله نیز هنگام رفتن به مدرسه یا بازگشت از آن مورد آزار جوانان ماجراجوی غیر یهودی شهر قرار می‌گرفتند. در آن دوران، یهودیان از پرداختن به بسیاری از مشاغل عمومی محروم بودند و مردان بیشتر به کارهای کم درآمد و به ویژه دستفروشی می‌پرداختند. در سال‌های بعد وضع یهودیان اصفهان بهبود یافت و آن‌ها از آزادی‌های نسبی برخوردار شدند و توانستند وضع زندگی خود را بهبود بخشند.
چهارسال نخست دوران ابتدایی را در مدرسه «بهشت آئین» که متعلق به میسیونرهای مسیحی بود گذراند و سال‌های بعد را تا پایان دوره راهنمایی متوسطه در دبیرستان اتحاد (آلیانس که توسط جامعه یهودیان فرانسه در ایران برپا شده بود) تحصیل کرد و پس از آن به دبیرستان «ادب» انتقال یافت که همگی از نظر سطح تحصیل به‌طور نسبی بالا بودند. در ۱۲ سالگی به جنبش پیشاهنگی یهودی به نام «خالوتص» پیوست و در آن جا با فرهنگ نوین اسرائیل نوخاسته و زبان عبری آشنا شد.

## پیشینه بازرگانی
اولین آشنایی او با امور دارویی و پزشکی هنگامی بود که دکتر منظورالله پزشک یهودی که به‌طور سیار در روستاهای اطراف اصفهان به دیدار بیماران می‌رفت، به پدرش پیشنهاد کرد که ژاک در تعطیلات تابستان دستیار او باشد. دستمزد او بخش کوچکی از مرغ و آذوقه‌ای بود که روستائیان به عنوان حق درمان به پزشک می‌پرداختند. خود او نیز بعدها با خرید اقلامی چون صابون و شانه به دستفروشی در خیابان‌های شهر می‌پرداخت.
در سال ۱۳۲۷ خورشیدی (۱۹۴۸) پدرش به بیماری سل استخوان، که در آن دوران یک بیماری خطرناک و تقریباً لاعلاج بود مبتلا شد و پس از معالجات بی‌نتیجه در اصفهان، توسط ژاک به تهران آورده شد و بستری گردید. بدین سان ژاک ناچار بود در حالی که هنوز کلاس یازدهم را تمام نکرده به تلاش معاش برای تأمین خانواده خود و درمان پدر خویش بپردازد.
او در تهران، در داروخانه "ری" که متعلق به دکتر موسی برال شخصیت سرشناس یهودی بود به عنوان شاگرد استخدام شد و با دستمزد روزی سه تومان هر روز شانزده ساعت کار می‌کرد؛ ولی او در این دوران تجربیات زیادی آموخت که در سال‌های بعد به او امکان داد در تجارت دارو موفق شود.
او شرکتی به نام «شرکت دارویی ماهفر» برپا ساخت که در طول زمان توانست نمایندگی انحصاری چندین شرکت بزرگ دارویی جهان و به ویژه کارخانه «آستراً» در سوئد را به دست آورد و چنان گسترش یابد که ده‌ها نفر پزشک و کارشناسان امور بازاریابی و کارمندان در آن جا به کار مشغول شدند. در مراحل بعدی، او به تولید چند نوع دارو با دریافت مجوز از شرکت‌های اروپایی پرداخت.
ژاک ماهفر از همان نخستین سال‌های شکوفایی فعالیت بازرگانی خود، اقدامات نیکوکارانه در خدمت به جامعه را نیز آغاز کرد و از جمله شرکت ماهفر اکثر کارمندان را صاحب مسکن ساخت و کار احداث و اهدای ده مدرسه را در روستاهای فقیرنشین ایران به درخواست دولت به انجام رساند و در برپایی یک خانه سالمندان در تهران سهیم گردید و به سه مدرسه یهودی نیز یاری رساند.
در سال‌های بعد او پیشنهاد محمد رضاشاه را برای احداث کارخانه تولید دارو در داخل ایران با سپهبد دکتر عبدالکریم ایادی پزشک شخصی شاه که مسؤول امور دارویی و پزشکی کل ارتش نیز بود در میان گذاشت و ابراز آمادگی برای همکاری کرد. هدف آن بود که شماری از داروهای پرمصرف خارجی، در داخل کشور تولید شود تا هم ارزان‌تر به دست مصرف‌کننده برسد و هم مقادیر زیادی ارز خارجی صرفه جویی شود. این اقدام همچنین موجب ورود تکنولوژی پیشرفته به ایران می‌شد و به مرور زمان پیشرفت فناوری در داخل کشور را نیز امکان‌پذیر می‌ساخت. کمپانی سوئدی آسترا یکی از نخستین شرکت‌های خارجی بود که از این اندیشه استقبال کرد و به موازات آن چند شرکت سوئیسی، ایتالیایی و هلندی نیز به آن توجه نشان دادند. قرار بود این پروژه با همکاری "اداره تدارکات کشوری ارتش (اتکا)" که مسؤول اصلی تأمین داروهای مورد نیاز ارتش بود به انجام برسد و حتی بخشی از آن به کشورهای همسایه صادر شود. اجرای این پروژه مراحل حساس اولیه را پشت سر گذاشت و حتی قراردادی با کمپانی سوئدی آسترا به امضا رسید و مورد تأئید محمد رضا شاه نیز قرار گرفت؛ ولی با آغاز ناآرامی‌ها در ایران که به انقلاب اسلامی  خمینی در ۱۲ بهمن ماه ۱۳۵۷ (اول فوریه ۱۹۷۹) انجامید، اجرای این پروژه منتفی شد.
ژاک ماهفر در طول سال‌های زندگی خود در ایران با شماری از شخصیت‌های ارشد کشوری، به ویژه آنانی که با امور دارویی و پزشکی مربوط می‌شدند آشنا گردید و با آن‌ها همکاری و همیاری داشت – و از جمله با دکتر منوچهر اقبال که در بهار سال۱۳۳۶ (۱۹۵۷) به نخست وزیری رسید، سپهبد دکتر ایادی، دکتر جهانشاه صالح وزیر بهداری و دیگر بلندپایگانی که دست اندرکار امور دارویی و درمانی کشور بودند آشنا شد. او همچنین از بلندپایگان جامعه یهودیان ایران و در شمار شخصیت‌های برجسته و نیکوکار این جامعه است که از جمله مورد تقدیر حاخام یدیدیا شوفط رهبر روحانی جامعه و نیز حاج حبیب القانیان رئیس انجمن کلیمیان ایران تا پیش از انقلاب اسلامی در ایران قرار گرفت.

## مهاجرت از ایران
کوتاه مدتی پس از انقلاب اسلامی، به دنبال تسلط یافتن حکومت بر همه شرکت‌های بازرگانی و کارخانه‌ها و موسسات تولیدی کشور، از ژاک ماهفر نیز خواسته شد که شرکت دارویی خود را به دولت واگذار کند و از همه حقوق خود صرفنظر نماید. او چاره‌ای جز اجرای این دستور نداشت. ژاک ماهفر همراه با نمایندگان رسمی حکومت اسلامی ایران به سوئد و سوئیس و دیگر کشورهای اروپایی سفر کرد و همه امتیازنامه‌های نمایندگی انحصاری داروها را رسماً به نظام سیاسی جدید ایران واگذار کرد.
کوتاه مدتی پس از آن، در تابستان ۱۳۵۸ (ژوئیه ۷۹) ژاک ماهفر و خانواده اش به ناچار ایران را ترک گفته و رهسپار دیار غربت شدند. آن‌ها ابتدا به لوس آنجلس رفتند؛ ولی پس از یک اقامت کوتاه تصمیم به انتخاب مکان دیگری گرفتند و بالاخره ژنو را برای اقامت دائم برگزیدند.
ژاک ماهفر در اقامتگاه جدید خود توانست طی زمان نسبتاً کوتاهی فعالیت بازرگانی خویش در امور داروئی را تقریباً از صفر دوباره شروع کند و در کار خویش موفق شود. او در ژنو با شخصیت‌های نامدار یهودی آشنا شد و در امور اجتماعی با آنان به همکاری پرداخت. از جمله این شخصیت‌ها «موریس ابرامز» سفیر پیشین ایالات متحده در بخش اروپایی سازمان ملل و پایه‌گذار یک گروه حقوق بشری به نام «دیدبان ملل متحد» بود.

## خدمات بشر دوستانه
ژاک از دوران نوجوانی با سرزمین اسرائیل ارتباط ناگسستنی برقرار کرد و با ایگال الون وزیر خارجه وقت اسرائیل آشنا شد و با اکثر سران و سیاستمداران اسرائیلی و از جمله یتسحاک رابین و آریل شارون و اهود باراک که بعدها هرسه به مقام نخست وزیری رسیدند و ژنرال عزر وایزمن که به مقام ریاست جمهوری نائل شد، روابط دوستانه برقرار ساخت. از همین هنگام بود که کمک‌های انسان دوستانه او به موسسات فرهنگی و علمی و پزشکی اسرائیل آغاز شد و لوحه‌های بسیاری به عنوان قدردانی به وی اهدا گردید.

## مدالهای افتخار
ژاک ماهفر با جامعه یهودیان فرانسه نیز همکاری تنگاتنگی دارد و با کمک رهبران آن کوشید برای آزادی ۱۳ نفر یهودیانی که در شیراز از جانب حکومت اسلامی به «جاسوسی برای اسرائیل» متهم شده بودند تلاش کند. او در این تلاش از کوفی عنان دبیرکل وقت سازمان ملل نیز کمک خواست. به خاطر مجموعه خدمات بشردوستانه اش بود که نیکولا سارکوزی، رئیس‌جمهوری وقت فرانسه در سال ۲۰۱۱ به او نشان افتخار لژیون دونور Légion d'honneur اعطا کرد.
او در اسرائیل نیز به احداث دو کنیسا (نیایشگاه یهودیان) پرداخت و هزینه چند مؤسسه طبی و درمانی را تأمین کرد و چند کلینیک دندان پزشکی در محله‌های کم‌بضاعت چند شهر اسرائیل برپا ساخت. در چارچوب خدمات فرهنگی، ده‌ها کتاب علمی و ادبی نیز به کمک او انتشار یافته‌است. در راه خدمت به فرهنگ ایران زمین، او عضو هیئت اجرائیه دانشنامه ایرانیکا (به سرویراستاری احسان یارشاطر) است که مرکز آن در نیویورک قرار دارد.
به دنبال این خدمات بود که پرزیدنت شیمعون پرس رئیس‌جمهوری اسرائیل در ۳۰ ژانویه ۲۰۱۴ نشان افتخار ریاست جمهوری را که مهم‌ترین مدال افتخار از نوع خود در اسرائیل محسوب می‌شود به او اعطا کرد. ژاک ماهفر یکی از شش نفر افراد غیر اسرائیلی است که در کنار هنری کیسینجر، بیل کلینتون، باراک اوباما و آنگلا مرکل، به دریافت آن مفتخر شده‌است.